# الدار قلی‌اف (سیاستمدار)
الدار قلی‌اف  (به انگلیسی: Eldar Guliyev) (زاده ۲۶ ژوئیه ۱۹۵۱ میلادی) سیاستمدار اهل جمهوری آذربایجان است. وی در سال ۲۰۰۰ میلادی به عنوان نماینده مجلس ملی جمهوری آذربایجان شد.